# Legrane
Legrane est une commune rurale et une ville de Mauritanie, située dans le département de Kiffa de la région de l'Assaba.